# Lulworth

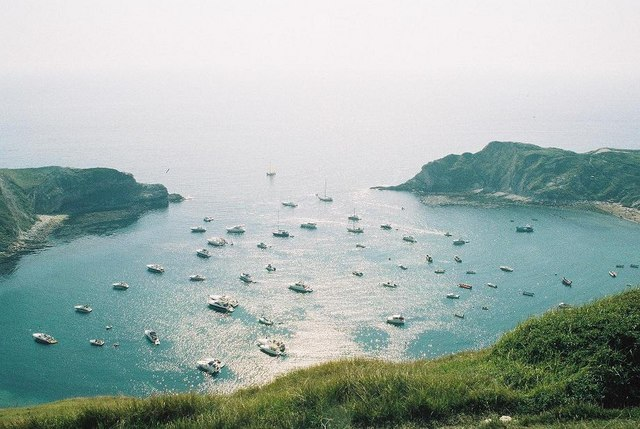
Lulworth Cove, visto da nord

Lulworth è una zona costiera del Dorset, nella parte sudorientale dell'Inghilterra: è famosa per la baia di Lulworth, parte della Jurassic Coast.
La popolazione è divisa nei villaggi di West Lulworth, importante centro turistico, ed East Lulworth, dove sorge un notevole castello che, dopo la rivoluzione francese, fu residenza dei membri superstiti della famiglia reale in esilio.

Vista panoramica